# Yurtderi, Kızıltepe
Yurtderi là một xã thuộc huyện Kızıltepe, tỉnh Mardin, Thổ Nhĩ Kỳ. Dân số thời điểm năm 2010 là 412 người.